# Aleksandar Rakić
Aleksandar Rakić (født 6. februar 1992) er en østrigsk MMA-udøver (MMA) af serbisk afstamning, som i øjeblikket konkurrerer i Light Heavyweight-divisionen i UFC . Han har været professionel siden 2011 og har også konkurreret i Final Fight Championship i sit hjemland Østrig. 

## Baggrund
Rakić begyndte at konkurrere i kickboxing og boksning siden han var 14 år og kæmpede sammenlagt over 40 kampe før sin overgang til MMA, da han var 19 år gammel, da han ønskede at inddrage grappling og brydning i sine kampfærdigheder.  

## MMA-karriere

### Tidlig karriere
Rakić startede sin professionelle MMA karriere i 2011, hvor han primært konkurrerede rundt omkring på europæiske events og opbyggede en rekordliste på 8-1, før han blev underskrevet af UFC i marts 2017. 

### Ultimate Fighting Championship
Rakić fik sin UFC-debut den 2. september 2017 mod Francimar Barroso på UFC Fight Night 115 i Rotterdam, Holland.  Han vandt kampen via enstemmig afgørelse (30-27, 30-27 og 30-27). 
Rakić skulle have mødt Gadzhimurad Antigulov den 24. februar 2018 ved UFC på Fox 28 .  Imidlertid blev det rapporteret den 7. februar 2018, at Antigulov blev trukket fra kampen på grund af en skade skade, og kampen blev derfor annulleret. 
Hans næste kamp var den 22. juli 2018 på UFC Fight Night 134 mod Justin Ledet.  Han vandt kampen via enstemmig afgørelse (30-25, 30-24 og 30-24). 
Rakić mødte Devin Clark den 8. december 2018 på UFC 231 .  Han vandt kampen på TKO i første omgang. 
Rakić mødte herefter Jimi Manuwa den 1. juni 2019 på UFC Fight Night 153.  Han vandt kampen via knockout med et hovedspark i kampens åbningstminut.  Sejren tildelte hamsin første Perfomance of the Night-bonuspris. 

## Mesterskaber og præstationer
- Ultimate Fighting Championship
  - Performance of the Night (1 gang) vs. Jimi Manuwa [15]